# 维伊布罗瓦

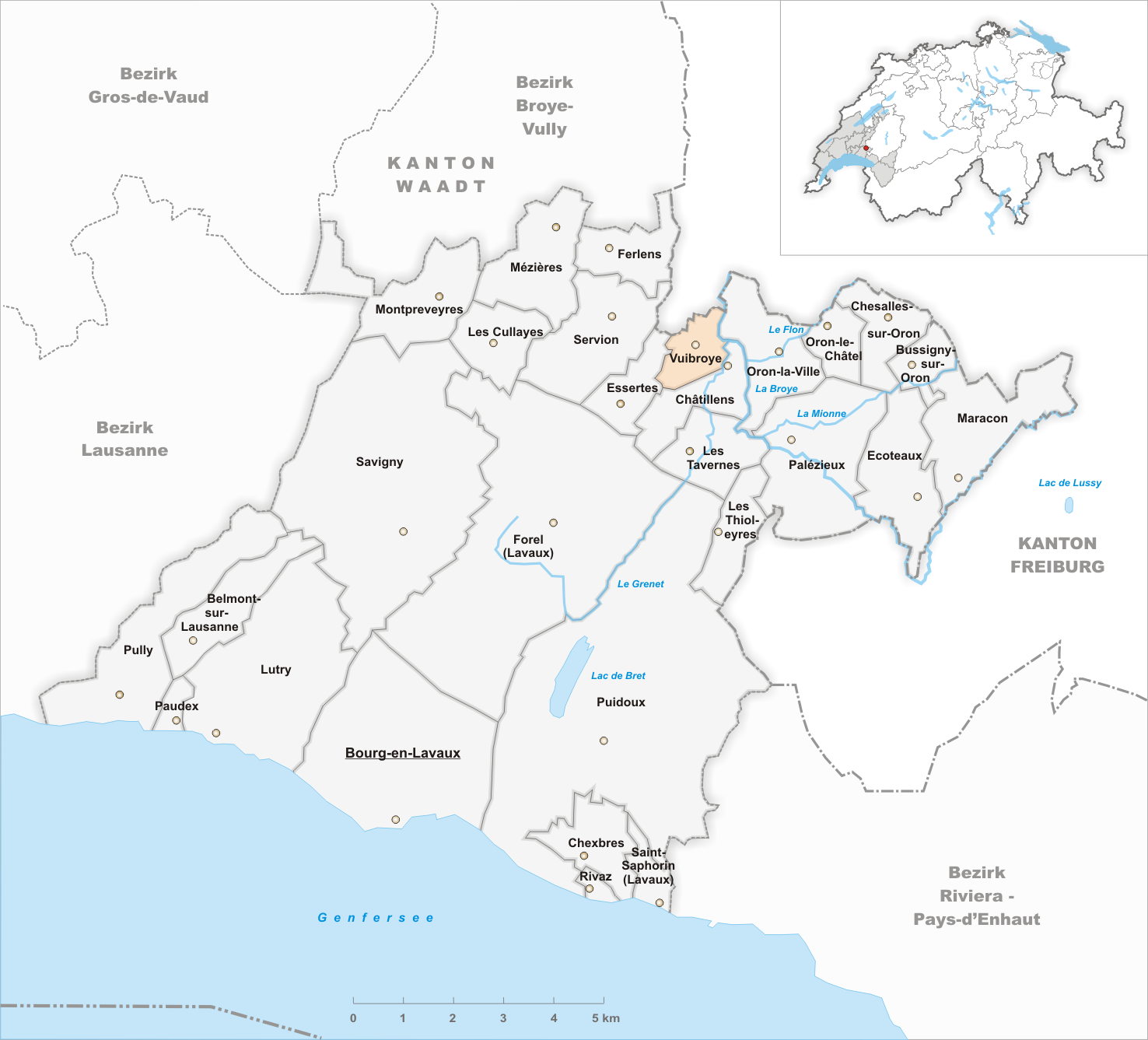
维伊布罗瓦位置示意图

维伊布罗瓦（法語：Vuibroye）曾是瑞士联邦西部法语区的沃州下设的一个镇。在行政上属于拉沃-奥龙区管辖。维伊布罗瓦的总面积为1.40平方公里。截至2010年底，总人口为124。现已并入奥龙。

## 历史
2012年1月1日，拉沃-奥龙区的十个市镇奥龙上比西尼、沙蒂扬、奥龙上舍萨勒、埃科托、莱塔韦尔讷、莱蒂欧莱伊、奥隆勒夏泰尔、奥隆拉维尔、帕莱济厄、维伊布罗瓦正式合并，新的奥龙镇宣告成立。